# Университет „Джордж Мейсън“
Университет „Джордж Мейсън“ (на английски: George Mason University, съкращавано като GMU или Mason) е държавен университет в окръг Феърфакс, щата Вирджиния, САЩ. Има филиали в окръзите Арлингтън, Принс Уилям и Лудун.
Университетът е наречен на Джордж Мейсън, американски революционер и патриот, сред бащите-основатели на САЩ. Става независима институция през 1972 г.
Днес университетът има силни програми за обучение по право, икономика, авторско писане и компютърни науки. В университета има 32 500 студенти, което го прави най-големия университет във Вирджиния.

## Известни преподаватели
- Джеймс Бюканън, носител на Нобелова награда за икономика (1986).[4]
- Върнън Смит, носител на Нобелова награда за икономика (2002).[5]
- Дон Лавоа (1951 – 2001), икономист
- Гордън Тълок, икономист.[6]
- Уолтър Уилямс, икономист.[7]

## Галерия
- Училище по инженерство „Фолгенау“
- „Либърти скуеър“
- Център по изкуства на университета
- „Парк на президентите“
- Училище по право
- Североизточната част на кампуса